# LBV 1806-20
Die Bezeichnung LBV 1806-20 steht für eines der massereichsten Doppelsternsysteme der Milchstraße, das bislang entdeckt wurde. Er befindet sich zwischen 30.000 und 49.000 Lichtjahren vom Sonnensystem entfernt in Richtung des galaktischen Zentrums.
Die Entdeckung wurde im Januar 2004 durch Astronomen der Universität von Florida bekannt gegeben. Zwischen LBV 1806-20 und unserem Sonnensystem befinden sich jedoch Anhäufungen aus Gas und Staub, die sein Licht absorbieren. Der Stern ist daher von uns aus nur im Infrarotbereich wahrzunehmen.
Im Jahr 2008 wurden ein Doppellinienspektrum bei LBV 1806-20 und die Masse des Doppelsternsystems zu 130 Sonnenmassen berechnet bei einer Leuchtkraft von 1.000.000 Sonnenleuchtkräften. Mindestens eine Komponente des Doppelsternsystems ist ein veränderlicher Stern der Klasse Leuchtkräftiger Blauer Veränderlicher, kurz LBV, wie zum Beispiel Eta Carinae.